# Bergia (dieren)
Bergia is een geslacht van neteldieren uit de klasse van de Anthozoa (bloemdieren).

## Soorten
- Bergia catenularis Duchassaing de Fonbressin & Michelotti, 1860
- Bergia cutressi (West, 1979)
- Bergia puertoricense (West, 1979)